# Tephrosia berhautiana
Tephrosia berhautiana là một loài thực vật có hoa trong họ Đậu. Loài này được Lescot miêu tả khoa học đầu tiên.